# Economía del estado estacionario

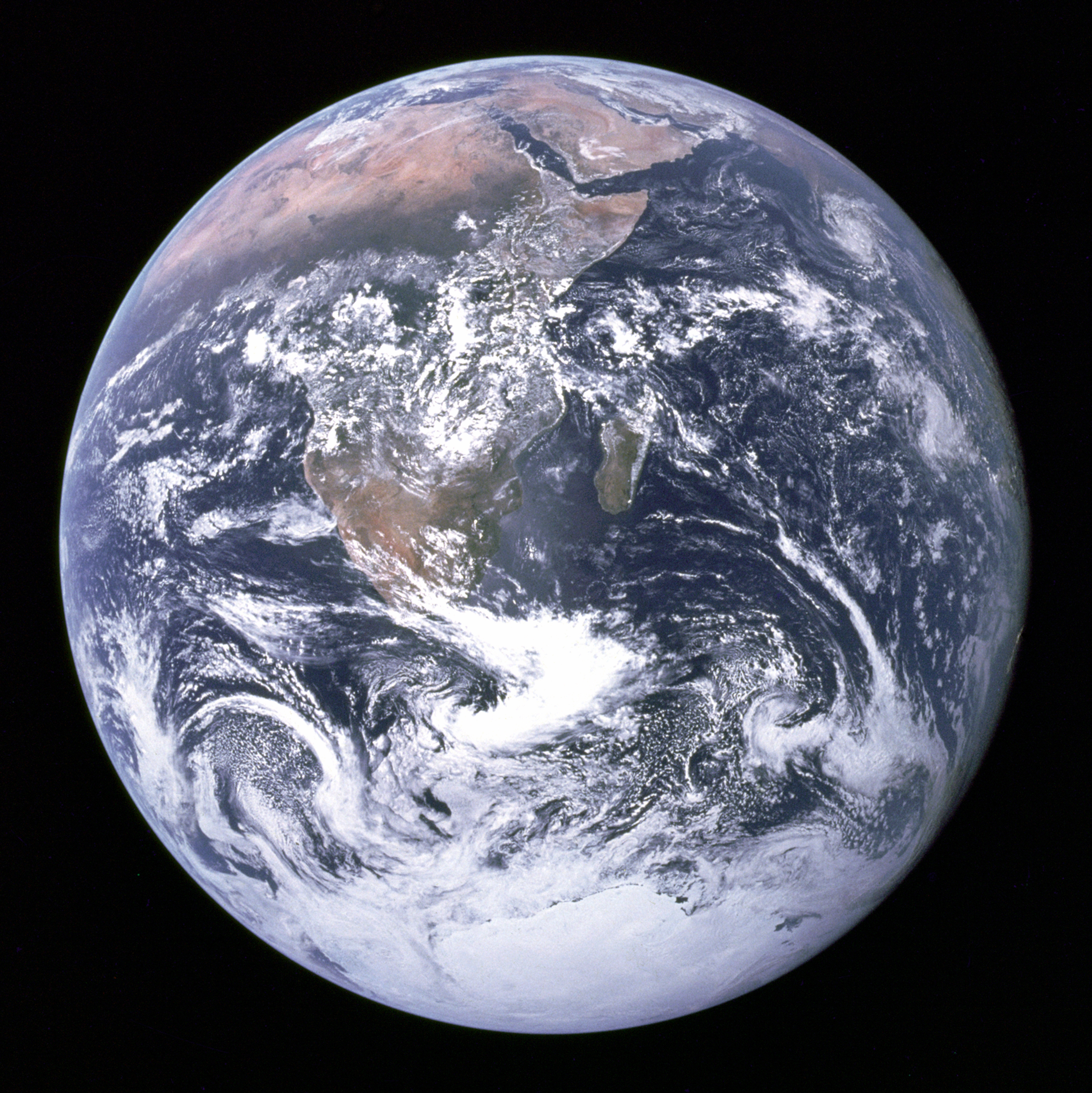
La limitación de los recursos, sobre todo minerales conduce a una economía que ha de limitarse o decrecer y que, según Daly, puede derivar en un estado estacionario

La economía del estado estacionario de equilibrio dinámico (DESSE) es una teoría económica propuesta por Herman Daly en la que se plantea la existencia de un estado sostenible óptimo de la economía humana a partir de conceptos previos de los economistas neoclásicos que tenían una opinión favorable de este estado, como John Stuart Mill.  Mill solía verlo, en buenos términos, como el punto final de crecimiento económico causado por el aumento de la población y la disminución de los ingresos.

Los límites planetarios de acuerdo con Rockström et al. 2009. Las áreas verdes representan actividades humanas que están dentro de márgenes seguros, las áreas amarillas representan actividades humanas que pueden o no haber excedido márgenes seguros, las áreas rojas representan actividades humanas que han excedido márgenes seguros, y las áreas grises con signos de interrogación rojos representan actividades para las que aún no se han determinado los márgenes de seguridad

Sin embargo, el desarrollo del carbón y el petróleo barato crearon un espejismo de percepción de "crecimiento ilimitado" propiciando que la estimación del final del crecimiento económico, que se daba por hecho por los economistas neoclásicos, posteriormente fuera considerada como mera ficción analítica. Solo algunos, como Joseph Schumpeter o John Maynard Keynes continuaron estimándolo en sus cálculos. Sin embargo, a partir de todas estas estimaciones Daly elaboró su concepto normativo de un estado estacionario.

## Historia

### El estado estacionario según el pensamiento económico hasta 1960
Durante siglos los economistas han considerado una transición del crecimiento económico a un estado estable, desde los economistas clásicos, como Adam Smith, a los actuales economistas ecológicos. Smith observó y teorizó que el comercio entre personas en mercados abiertos llevaría a la producción de las cantidades apropiadas de los productos básicos, la división del trabajo, aumento de los salarios y una espiral ascendente de crecimiento económico. Sin embargo, Smith reconoció un límite al crecimiento económico. Predijo que en el largo plazo, el crecimiento demográfico elevaría el número de los salarios bajos, los recursos naturales serían cada vez más escasos y la división del trabajo se aproximarían a los límites de su eficacia.  Smith predijo incorrectamente 200 años como el período más largo de crecimiento, seguido de una estabilización de la población.
Por otro lado, Thomas Malthus veía la imposibilidad de que la especie humana pudiera lograr el estado estacionario tras el final del crecimiento, así pues, argumentaba que esta siempre estaría condenada al "vicio y la miseria" (Kerschner, 2008, p. 13).
John Stuart Mill, uno de los pioneros de la economía más prominentes del siglo XIX, anticipó la transición del crecimiento económico a un "estado estacionario". En su obra maestra, Principios de Economía Política, Mill argumentó que el aumento de la riqueza no sería infinita y que el final de este crecimiento conduciría al estado estacionario del capital.  Mill, a diferencia de Malthus y Smith, veía con buenos ojos este estado estacionario, pues solía argumentar que el final del capital y el crecimiento necesariamente no implicaba el empeoramiento de las condiciones humanas tanto moral como socialmente.
Durante el siglo XX, el influyente economista John Maynard Keynes también consideró aquel día en que la humanidad pudiese centrarse más en los fines (felicidad y bienestar) que en los medios (crecimiento económico y acumulación del capital). Keynes describió una “comunidad cuasi estacionaria”, caracterizada por una población estable viviendo sin guerras y con pleno empleo.

### Preocupaciones ecológicas emergentes
Durante el corto período de tiempo de 1966 a 1972, se publicaron cuatro trabajos sobre la importancia de los recursos naturales y el medio ambiente para la sociedad humana:

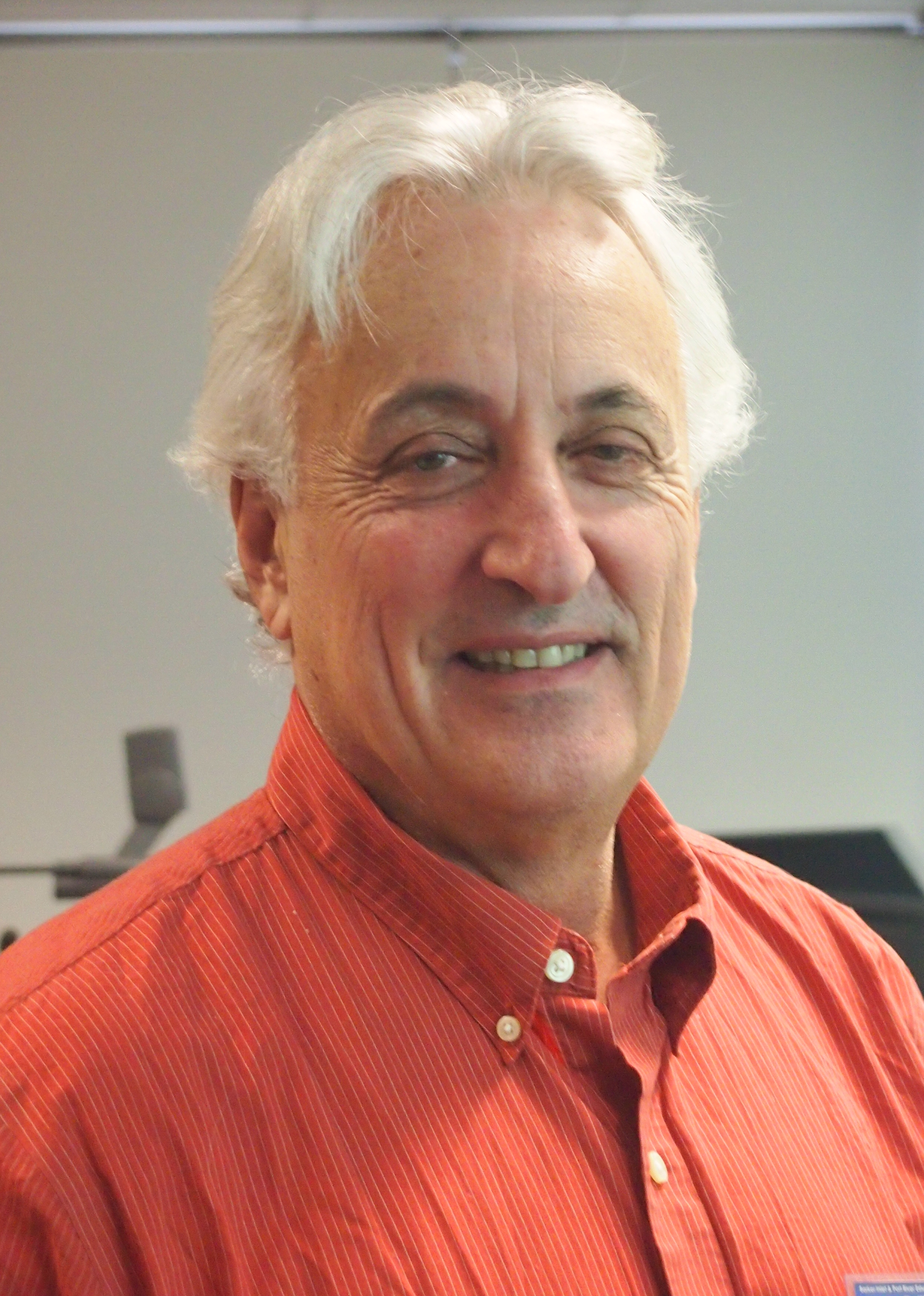
Robert Costanza 2016

- Robert Costanza 2016   En su ensayo filosófico de 1966 sobre The Economics of the coming Spaceship Earth, el economista y científico de sistemas Kenneth E. Boulding argumentó que la humanidad pronto tendría que adaptarse a principios económicos muy diferentes a la pasada 'tierra abierta' de llanuras ilimitadas y comportamiento explotador. Sobre la base del principio termodinámico de la conservación de la materia y la energía, Boulding desarrolló la visión de que el flujo de recursos naturales a través de la economía es una medida aproximada del producto nacional bruto (PNB); y, en consecuencia, esa sociedad debería comenzar a considerar el PNB como un costo que debe minimizarse en lugar de un beneficio que debe maximizarse. Por lo tanto, la humanidad tendría que encontrar su lugar en un sistema ecológico cíclico sin depósitos ilimitados de nada, ya sea para la extracción o para la contaminación, como un astronauta a bordo de una nave espacial. Boulding no fue el primero en hacer uso de la metáfora de la 'Nave espacial de la Tierra', pero fue él quien combinó esta metáfora con el análisis de los flujos de recursos naturales a través de la economía.[8]
- En su opus magnum de 1971 sobre La ley de la entropía y el proceso económico, el eminente economista rumano-estadounidense Nicholas Georgescu-Roegen integró el concepto termodinámico de entropía con el análisis económico y argumentó que todos los recursos naturales se degradan irreversiblemente cuando se usan en la actividad económica. Lo que sucede en la economía es que toda la materia y la energía se transforman de estados disponibles para fines humanos (valiosos recursos naturales) a estados no disponibles para fines humanos (desechos y contaminación sin valor).[9] En la historia del pensamiento económico, Georgescu-Roegen fue también el primer economista que teorizó sobre la premisa de que todos los recursos minerales de la tierra finalmente se agotarán en algún momento (ver más abajo).[10]
- También en 1971, el ecologista pionero y analista de sistemas generales Howard T. Odum publicó su libro sobre Medio ambiente, poder y sociedad, donde describió a la sociedad humana en términos de ecología. Formuló el principio de máxima potencia, según el cual todos los organismos, ecosistemas y sociedades humanas se organizan para maximizar el uso de la energía disponible para la supervivencia. Odum señaló que aquellas sociedades humanas con acceso a fuentes de energía de mayor calidad gozaban de una ventaja sobre otras sociedades en la lucha evolutiva darwiniana. Posteriormente, Odum codesarrolló el concepto de emergía (es decir, energía incorporada) e hizo otras contribuciones valiosas a la ecología y al análisis de sistemas. Su trabajo proporcionó el término biológico "ecología" con su significado social más amplio utilizado en la actualidad.[11][12]
- En 1972, el científico y analista de sistemas Dennis Meadows y su equipo de investigadores realizaron su estudio sobre Los límites del crecimiento publicado por el Club de Roma. El equipo de Meadows modeló las tendencias agregadas en la economía mundial e hizo la proyección, no la predicción, de que para mediados y finales del siglo XXI, la producción industrial per cápita, el suministro de alimentos per cápita y la población mundial alcanzarían un máximo, y luego rápidamente declinarían en una trayectoria viciosa de sobreimpulso y colapso.[13] Debido a su pesimismo extremo, el estudio fue despreciado y desechado por la mayoría de los economistas de la corriente principal en el momento de su publicación.[14] Sin embargo, en el siglo XXI, varios investigadores independientes han confirmado que las tendencias económicas mundiales hasta ahora coinciden con las proyecciones originales hechas por el equipo de Meadows, lo que indica que un colapso global puede todavía ocurrir en un futuro no muy lejano.[15][16][17]

Tomados en conjunto, estos cuatro trabajos fueron fundamentales para la formación de la economía ecológica.

### Formación de la economía ecológica como una subdisciplina académica
Artículo principal: Economía ecológica
Aunque la mayor parte del trabajo teórico y fundacional detrás de la economía ecológica estaba hecho a principios de la década de 1970, transcurrió un largo período de gestación antes de que esta nueva subdisciplina académica de la economía se nombrara e institucionalizara adecuadamente. La economía ecológica se fundó formalmente en 1988 como la culminación de una serie de conferencias y reuniones durante la década de 1980, donde los académicos clave interesados en la interdependencia ecología-economía interactuaban entre sí. Las personas más importantes involucradas en el establecimiento fueron Herman Daly y Robert Costanza de EE. UU .; AnnMari Jansson de Suecia; y Joan Martínez-Alier de España (Cataluña). Desde 1989, la disciplina se ha organizado en la Sociedad Internacional de Economía Ecológica, que publica la revista de Economía Ecológica.
Cuando se estableció la subdisciplina de economía ecológica, la "visión preanalítica" de la economía de Herman Daly fue ampliamente compartida por los miembros que se unieron: La economía humana es un subsistema abierto de un ecosistema finito y no creciente (el medio ambiente de la Tierra), y cualquier subsistema de un sistema no  fijo también debe en algún momento convertirse en decreciente. De hecho, se ha argumentado que la propia subdisciplina nació de la frustración con la falta de voluntad de las disciplinas establecidas para aceptar esta visión.

## Concepto de economía del estado estacionario
Una economía de estado estacionario es una economía que consiste en un stock constante de riqueza física (capital) y un tamaño de población constante. En efecto, tal economía no crece en el transcurso del tiempo. El término generalmente se refiere a la economía nacional de un país en particular, pero también es aplicable al sistema económico de una ciudad, una región o el mundo entero. 
Desde la década de 1970, el concepto de economía del estado estacionario se ha asociado principalmente con el trabajo del destacado economista ecológico Herman Daly. Como el concepto de Daly de un estado estacionario incluye el análisis ecológico de los recursos naturales a través la economía, su concepto difiere del concepto clásico original de un estado estacionario. Otra diferencia es que Daly recomienda una acción política inmediata para establecer la economía de estado estacionario al imponer restricciones gubernamentales permanentes sobre todo el uso de recursos, mientras que los economistas del período clásico creían que el estado estacionario final de cualquier economía evolucionaría por sí mismo sin intervención gubernamental.
Los crecientes problemas ecológicos del mundo han provocado un creciente interés en el concepto de una economía de estado estacionario. Los críticos de la economía de estado estacionario generalmente lo objetan argumentando que el desacoplamiento de recursos, el desarrollo tecnológico y el funcionamiento desenfrenado de los mecanismos del mercado son capaces de superar cualquier escasez de recursos, cualquier contaminación desenfrenada o exceso de población. Los defensores de la economía de estado estacionario, por otro lado, sostienen que estas objeciones siguen siendo insustanciales y erróneas, y que la necesidad de una economía de estado estacionario es cada vez más evidente por sí misma.
Una economía de estado estacionario no debe confundirse con el estancamiento económico: mientras que una economía de estado estacionario se establece como el resultado de una acción política deliberada, el estancamiento económico es el fracaso inesperado e inoportuno de una economía en crecimiento.
Un contraste ideológico con la economía del estado estacionario está formado por el concepto de una economía post-escasez.
Herman Daly define su concepto de una economía de estado estacionario como un sistema económico compuesto por un stock constante de riqueza física (capital) y un stock constante de personas (población), ambas mantenidas por un flujo de recursos naturales a través del sistema. El primer componente, las existencias constantes, es similar al concepto del estado estacionario, originalmente utilizado en la economía clásica; el segundo componente, el flujo de recursos naturales, es una nueva característica ecológica, actualmente también utilizada en la disciplina académica de la economía ecológica. La durabilidad de ambos stocks constantes debe maximizarse: cuanto más duradero es el stock de capital, menor es el flujo de recursos naturales necesarios para mantener el stock; asimismo, una población "duradera" significa una población que goza de una alta esperanza de vida, algo deseable en sí misma, mantenida por una tasa de natalidad baja y una tasa de mortalidad igualmente baja. En conjunto, una mayor durabilidad se traduce en una mejor ecología en el sistema como un todo.
El concepto de Daly de una economía de estado estacionario se basa en la visión de que la economía del hombre es un subsistema abierto incrustado en un entorno natural finito de recursos escasos y ecosistemas frágiles. La economía se mantiene mediante la importación de recursos naturales valiosos desde el extremo de entrada y la exportación de residuos sin valor y la contaminación en el extremo de salida en un flujo constante e irreversible. Cualquier subsistema de un sistema de acumulación finita debe también, en algún momento, convertirse en no crecimiento y comenzar a mantenerse en un estado estable tanto como sea posible. Esta visión se opone a la economía neoclásica dominante, donde la economía está representada por un modelo aislado y circular con bienes y servicios intercambiandose interminablemente entre empresas y hogares, sin mostrar ningún contacto físico con el entorno natural.
A principios de la década de 2010, los críticos que simpatizan con el concepto de Daly de una economía de estado estacionario han aprobado el juicio concurrente de que, aunque su concepto permanece más allá de lo políticamente factible en la actualidad, hay espacio para que el pensamiento dominante y la acción colectiva aborden el concepto en el futuro.

Tasa de crecimiento de la población humana en porcentaje, con las variables de nacimientos, muertes, inmigración y emigración - 2013

## Situación actual: excediendo los límites globales del crecimiento
Ver también: límites planetarios, antropoceno, problemas ambientales y colapso de la sociedad

Megaciudades. Áreas urbanas con al menos un millón de habitantes en 2006. El 3% de la población mundial vivía en ciudades en 1800, llegando al 47% a fines del.

Los crecientes problemas ecológicos del mundo han estimulado el interés en el concepto de una economía del estado estacionario. Desde la década de 1990, la mayoría de los indicadores han proporcionado evidencias de que el volumen de la economía mundial ya excede los límites globales críticos para el crecimiento económico. Según la medida de la huella ecológica, la capacidad de carga de la Tierra -esto es, la capacidad de la Tierra para mantener las poblaciones humanas y los niveles de consumo- fue excedida en un 30 por ciento en 1995. Para 2018, esta cifra había aumentado a un 70 por ciento. En efecto, la humanidad se enfrenta a un exceso y un colapso planetario en nuestro tiempo. El impacto significativo de las actividades humanas en los ecosistemas de la tierra ha motivado a algunos geólogos a proponer que la presente época sea llamada el antropoceno. Los siguientes problemas han despertado gran preocupación en todo el mundo:

### Superpoblación
Se espera que la población mundial alcance los 9.800 millones en 2050 y continúe creciendo a partir de entonces. Este número sin precedentes de personas ya está haciendo mella en los entornos naturales y hábitats de vida silvestre en todas partes, aumentando los niveles de contaminación y empeorando las condiciones de vida de las personas. La urbanización descontrolada obliga a millones de personas a vivir en barrios de chabolas congestionadas, y las grandes ciudades se convierten en megaciudades con un alto número de barrios marginales. La superpoblación puede incluso conducir a conflictos sociales y violencia, cuando demasiadas personas, especialmente hombres jóvenes, compiten por muy pocas oportunidades de empleo en economías estancadas.

Dibujo esquemático de las causas y efectos de la contaminación del aire: (1) efecto invernadero, (2) contaminación particulada, (3) aumento de la radiación UV, (4) lluvia ácida, (5) aumento de la concentración de ozono a nivel del suelo, (6) mayores niveles de óxido de nitrógeno.

### Contaminación y calentamiento global
La contaminación del aire que emana de los vehículos de motor y las plantas industriales está dañando la salud pública y aumentando las tasas de mortalidad. La concentración de dióxido de carbono y otros gases de efecto invernadero en la atmósfera es la fuente aparente del calentamiento global y los cambios climáticos. Los patrones climáticos regionales extremos y el aumento del nivel del mar causado por el calentamiento degradan las condiciones de vida en muchas partes del mundo, si no en todas. El calentamiento ya representa una amenaza para la seguridad de muchas naciones y funciona como un "multiplicador de amenazas" para la estabilidad geopolítica. Peor aún, la pérdida de permafrost en el Ártico puede estar desencadenando una liberación masiva de metano y otros gases de efecto invernadero a partir del deshielo de los suelos de la región, lo que abrumará la acción política para contrarrestar el cambio climático.

### Agotamiento de minerales no renovables

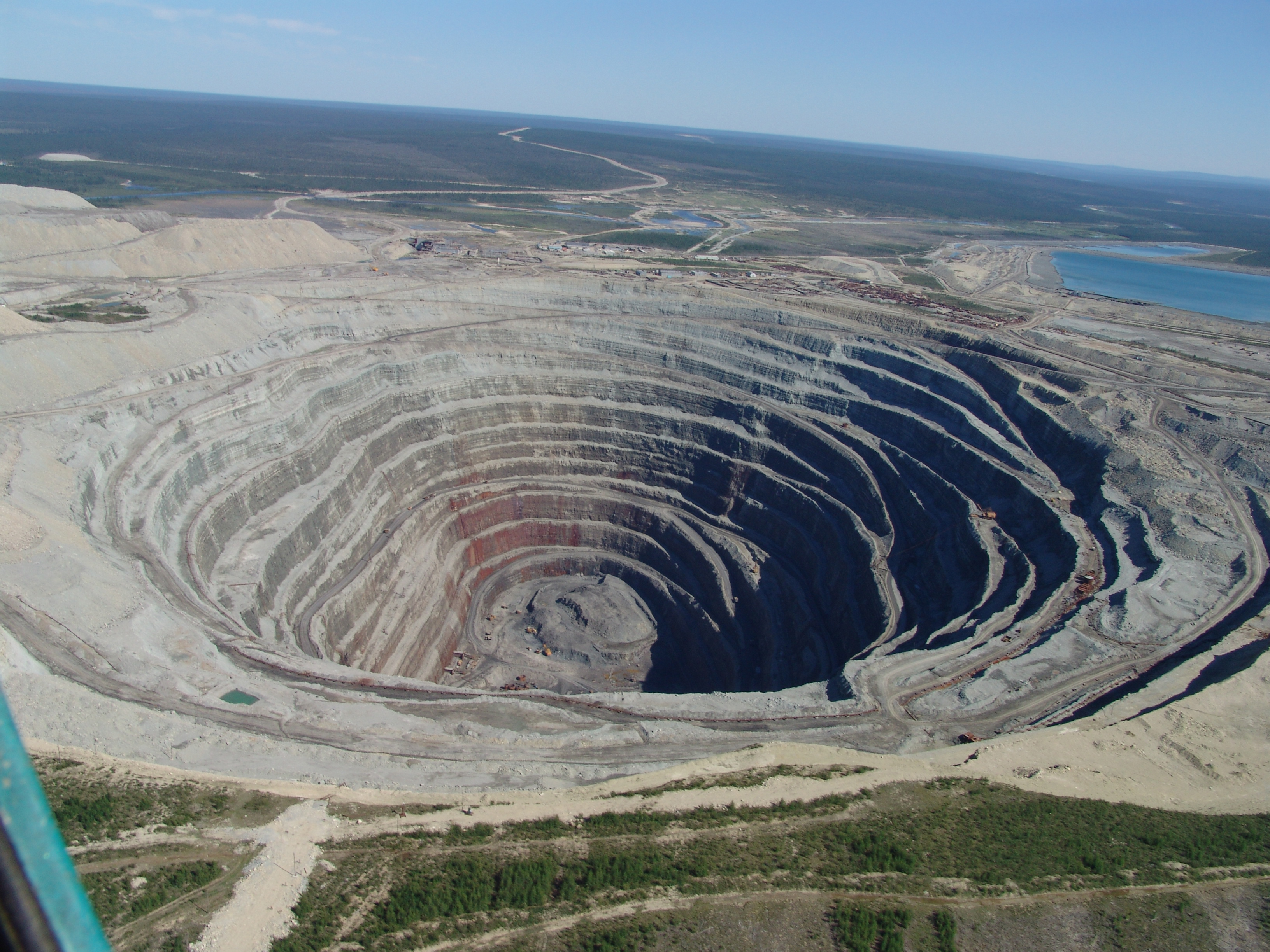
Cada vez es más difícil obtener algunos recursos minerales

Las reservas minerales no renovables se extraen actualmente a tasas altas e insostenibles de la corteza terrestre. Es probable que las reservas restantes se vuelvan cada vez más costosas de extraer en un futuro cercano, y en algún momento llegarán al agotamiento. La era de la expansión económica relativamente pacífica que ha prevalecido globalmente desde la Segunda Guerra Mundial puede verse interrumpida por inesperados shocks de oferta o simplemente ser reemplazada por las rutas de agotamiento del petróleo y otros valiosos minerales.

### Reducción neta de recursos renovables

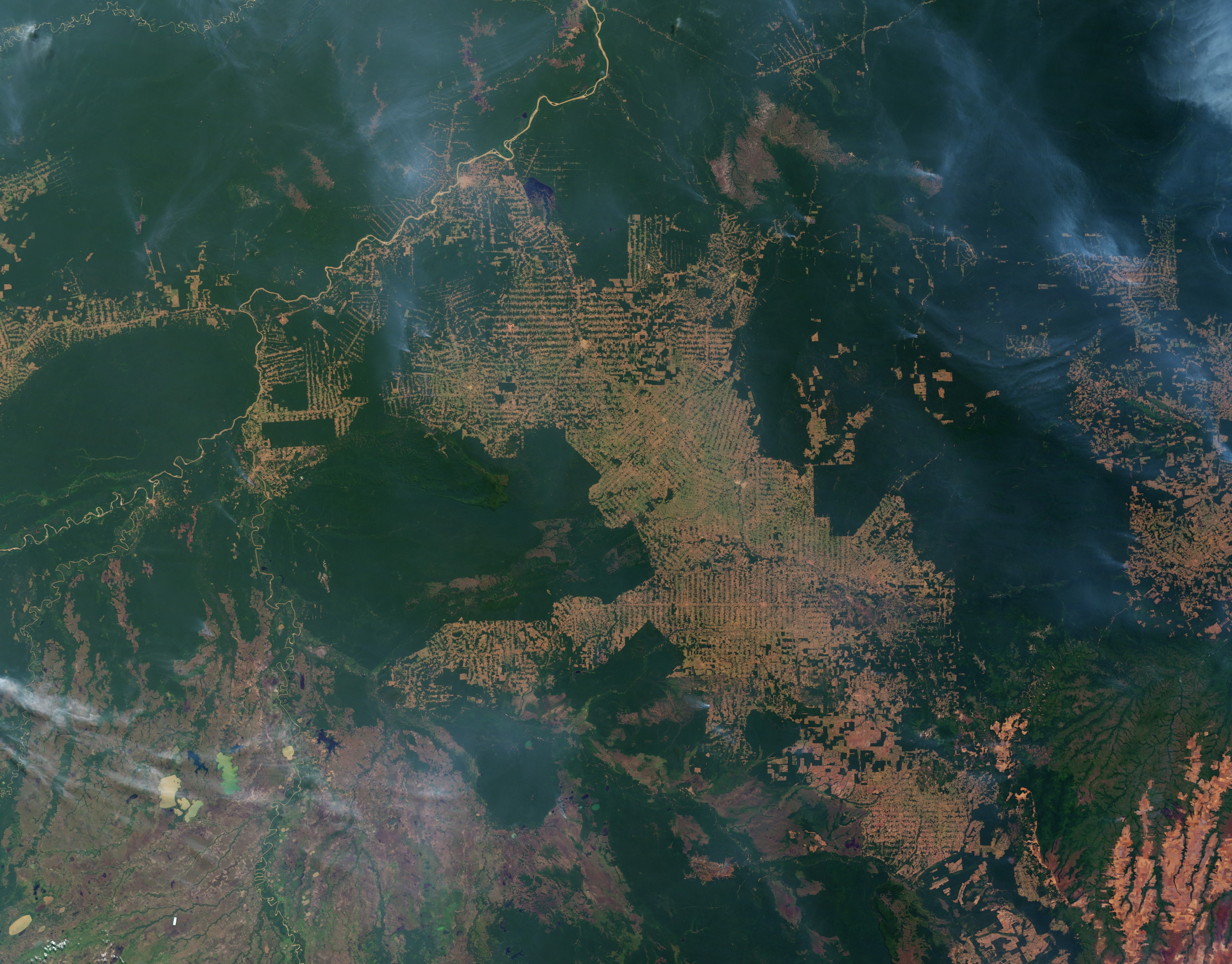
Deforestación en la frontera de Amazonas - 12 de agosto de 2007. Agricultura de tala y quema en el estado de Rondônia, oeste de Brasil

El uso de recursos renovables que exceden sus tasas de reabastecimiento está socavando la estabilidad ecológica en todo el mundo. Entre 2000 y 2012, la deforestación provocó que se talara un 14 por ciento del equivalente de la cubierta forestal original de la Tierra. Las selvas tropicales han estado sujetas a la deforestación a un ritmo rápido durante décadas, especialmente en África occidental y central y en Brasil, principalmente debido a la agricultura de subsistencia, la presión demográfica y la urbanización. Las presiones demográficas también afectan los sistemas de suelos del mundo, lo que lleva a la degradación de la tierra, principalmente en los países en desarrollo. Se estima que las tasas de erosión global en las tierras de cultivo convencionales exceden las tasas de creación de suelos en más de diez veces. El uso excesivo generalizado de aguas subterráneas da como resultado déficits hídricos en muchos países. Para 2025, la escasez de agua podría afectar las condiciones de vida de dos tercios de la población mundial.

### Pérdida de biodiversidad
El impacto destructivo de la actividad humana en los hábitats de vida silvestre de todo el mundo está acelerando la extinción de especies raras, lo que reduce sustancialmente la biodiversidad de la tierra. El ciclo del nitrógeno natural está muy sobrecargado por la fijación y el uso de nitrógeno industrial, lo que altera la mayoría de los tipos de ecosistemas conocidos. La acumulación de desechos plásticos en los océanos diezma la vida acuática. La acidificación de los océanos debido a la concentración excesiva de dióxido de carbono en la atmósfera está provocando el blanqueamiento de los corales e impide la formación de organismos portadores de conchas. La disminución del hielo marino del Ártico causada por el calentamiento global pone en peligro al oso polar.
Estas inquietudes crecientes han llevado a un número cada vez mayor de académicos y otros escritores a señalar los límites del crecimiento económico y a cuestionar -e incluso oponerse- a la ideología predominante del crecimiento económico infinito.

## Planteamientos de Herman Daly
Desde la década de 1970, Herman Daly ha sido el principal defensor mundial de una economía de estado estacionario. A lo largo de su carrera, Daly ha publicado varios libros y artículos sobre el tema. También ayudó a fundar un centro para el avance de la economía del estado estacionario. Ha recibido varios premios y galardones en reconocimiento a su trabajo.
De acuerdo con dos estudios comparativos independientes de la economía del estado estacionario de Daly de Estados Unidos versus la posterior escuela competidora del decrecimiento de Europa continental, no existen diferencias de sustancia analítica entre las dos escuelas; solo que la gestión burocrática -o incluso tecnocrática- de la economía de Daly no se aviene con el atractivo más radical del decrecimiento popular, defendido por el politólogo francés Serge Latouche (ver abajo).

Los recursos naturales fluyen a través de la economía solo para terminar como desechos y contaminación en el medio ambiente

La premisa que subyace al concepto de Daly de una economía del estado estacionario es que la economía es un subsistema abierto de un ecosistema finito y no creciente (el medio ambiente de la Tierra). La economía se mantiene importando materia-energía (recursos) de baja entropía de la naturaleza; estos recursos se utilizan a través de la economía, se transforman y se fabrican como bienes a lo largo del camino; finalmente, el rendimiento de materia-energía se exporta al medio ambiente como residuos y contaminación de alta entropía. El reciclaje de recursos materiales es posible, pero solo mediante el uso de algunos recursos energéticos, así como una cantidad adicional de otros recursos materiales; y los recursos energéticos, a su vez, no se pueden reciclar en absoluto, y se disipan como calor residual. Por necesidad, entonces, cualquier subsistema de un sistema fijo decreciente debe también en algún momento convertirse en decreciente.
Daly sostiene que la naturaleza ha proporcionado básicamente dos fuentes de riqueza a disposición del hombre, a saber, un stock de recursos minerales terrestres y un flujo de energía solar. Existe una "asimetría" entre estas dos fuentes de riqueza en la que podemos, dentro de algunos límites prácticos, extraer el stock mineral a nuestra propia elección (es decir, rápidamente), mientras que el flujo de energía solar llega a la Tierra a un nivel más allá del control humano. Dado que el Sol continuará brillando en la Tierra a una tasa fija durante miles de millones de años por venir, es el stock mineral terrestre, y no el Sol, lo que constituye el factor de escasez crucial con respecto al futuro económico del hombre.

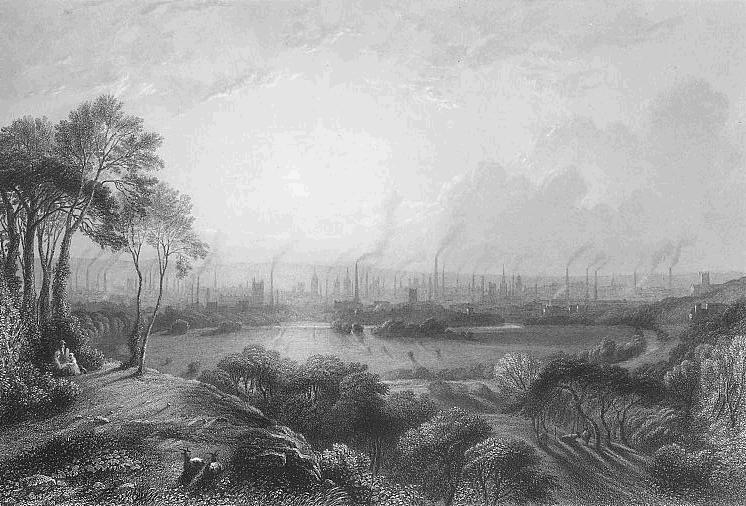
Inintencionadamente, la Revolución Industrial ha sacado al hombre moderno del equilibrio con el resto de la biosfera

Daly señala que los problemas ecológicos globales actuales están enraizados en el registro histórico del hombre: hasta la Revolución Industrial que tuvo lugar en Gran Bretaña en la segunda mitad del siglo XVIII, el hombre vivía dentro de los límites impuestos por lo que Daly llama un "presupuesto de ingresos solares": Las tribus paleolíticas de cazadores-recolectores y las sociedades agrícolas posteriores del Neolítico y subsiguientes subsistieron principalmente -aunque no exclusivamente- en la biosfera terrestre, impulsada por un amplio suministro de energía renovable, recibida del sol. La Revolución Industrial cambió por completo esta situación, ya que el hombre comenzó a extraer el stock mineral terrestre a un ritmo cada vez mayor. El presupuesto original de ingresos solares se rompió y se complementó con la nueva, pero mucho más escasa, fuente de riqueza. La humanidad todavía vive en el efecto posterior de esta revolución.
Daly advierte que más de doscientos años de industrialización mundial están enfrentando a la humanidad con una serie de problemas relacionados con la futura existencia y supervivencia de nuestra especie:
"Toda la evolución de la biosfera se ha producido en torno a un punto fijo: el presupuesto constante de energía solar. El hombre moderno es la única especie que ha roto la restricción presupuestaria del ingreso solar, y esto lo ha desequilibrado con el resto de la biosfera. Los ciclos naturales se han sobrecargado y se han producido nuevos materiales para los que no existen ciclos naturales. No solo se está agotando el capital geológico, sino que los servicios básicos de soporte vital de la naturaleza se ven perjudicados en su funcionamiento por una producción demasiado grande del sector humano."
Siguiendo el trabajo de Nicholas Georgescu-Roegen, Daly sostiene que las leyes de la termodinámica restringen todas las tecnologías humanas y se aplican a todos los sistemas económicos:
"La entropía es la coordinación física básica de la escasez. Si no fuera por la entropía, podríamos quemar el mismo galón de gasolina una y otra vez, y nuestro stock nunca se desgastaría. La tecnología no puede elevarse por encima de las leyes básicas de la física, por lo que no se trata de "inventar" una forma de reciclar energía."
Esta visión sobre el papel de la tecnología en la economía se denominó más tarde "pesimismo de la entropía" (ver más abajo).
En opinión de Daly, los economistas convencionales tienden a considerar la escasez de recursos naturales solo como un fenómeno relativo, mientras que las necesidades y deseos humanos tienen un estatus absoluto: se cree que el mecanismo de precios y el desarrollo tecnológico (como quiera que se definan) son capaces de superar cualquier escasez; también se cree que todos los deseos humanos pueden y deben ser tratados como absolutos, desde las necesidades más básicas de la vida hasta el deseo extravagante e insaciable de lujos. Daly llama a esta creencia "crecimiento de la humanidad", que encuentra omnipresente en la sociedad moderna. 
En oposición al dogma de la "crecimientomania", Daly sostiene que "... existe la escasez absoluta, y existe una necesidad puramente relativa y trivial". Una vez que se reconoce que la escasez es impuesta por la naturaleza en forma absoluta por las leyes de la termodinámica y la finitud de la Tierra; y que algunas necesidades humanas son solo relativas y no dignas de satisfacción; entonces, estamos todos en el buen camino hacia el paradigma de una economía de estado estacionario, concluye Daly.
El inevitable agotamiento de los recursos escasos podría posponerse al imponer restricciones cuantitativas permanentes a la economía
En consecuencia, Daly recomienda que se establezca lo antes posible un sistema de restricciones gubernamentales permanentes a la economía, una economía del estado estacionario. Mientras que los economistas clásicos creían que el estado estacionario final se resolvería por sí solo a medida que la tasa de ganancia bajaba y la acumulación de capital llegaba a su fin (ver arriba), Daly quiere crear el estado estacionario políticamente estableciendo tres regulaciones del estado como una superestructura sobre la economía de mercado actual:
- La primera regulación sería para corregir la desigualdad hasta cierto punto al poner límites mínimos y máximos a los ingresos, límites máximos a la riqueza, y luego redistribuir en consecuencia.
- La segunda regulación sería estabilizar la población mediante la emisión de licencias de reproducción transferibles a todas las mujeres fértiles en un nivel que corresponda con la fertilidad de reemplazo general en la sociedad.
- La tercera regulación sería para estabilizar el nivel de capital mediante la emisión y venta de cuotas de agotamiento que imponen restricciones cuantitativas sobre el flujo de recursos a través de la economía. Las cuotas efectivamente minimizan el rendimiento de los recursos necesarios para mantener un determinado nivel de capital (a diferencia de los impuestos, que simplemente alteran la estructura de precios prevaleciente).

El propósito de estas tres regulaciones es detener e impedir un mayor crecimiento al combinar lo que Daly llama "una agradable reconciliación de eficiencia y equidad" y proporcionar "el macrocontrol del crecimiento ecológicamente necesario con el menor sacrificio en términos de libertad y variabilidad".
Entre la generación de sus maestros, Daly clasifica a Nicholas Georgescu-Roegen y Kenneth E. Boulding como los dos economistas de los que más ha aprendido. Sin embargo, tanto Georgescu-Roegen como Boulding han evaluado que una economía del estado estacionario puede servir solo como un arreglo social temporal para la humanidad cuando se enfrenta al problema a largo plazo del agotamiento global de los recursos minerales: incluso con un stock constante de personas y capital, y un flujo de recursos minimizado (pero constante) a través de la economía mundial, las existencias de mineral aún se agotarán, aunque a un ritmo más lento de lo que es actualmente la situación (ver a continuación).
Respondiendo específicamente a las críticas dirigidas contra él por Georgescu-Roegen, Daly admite que una economía del estado estacionario solo servirá para posponer, y no para evitar, el inevitable agotamiento de los recursos minerales: "Una economía del estado estacionario no puede durar para siempre, pero tampoco puede una economía en crecimiento, ni una economía en declive ".
Más tarde, varios otros economistas en el campo han acordado que ni siquiera una economía del estado estacionario puede durar para siempre en la Tierra.

## Decrecimiento y economía del estado estacionario
Georgescu-Roegen no aprobaba las simpatías de sus discípulos con la idea de estado estacionario ya que consideraba que violaba la cuarta ley de la termodinámica, es decir, el reciclaje completo es imposible, por ejemplo, las materias primas empleadas para construir un ordenador son fragmentadas y diseminadas por todo el planeta, siendo prácticamente imposible reconstituir los minerales originales. Mientras tanto, Latouche considera al estado estacionario como una imposibilidad entrópica, quedando como única opción el decrecimiento (Kerschner, 2008, p. 14).
No obstante, según menciona Christian Kerschner, esta crítica se origina de una interpretación estrecha del estado estacionario ya que Daly acentúa que este estado «no es ni estático ni eterno; es un sistema en equilibrio dinámico dentro de la biosfera entrópica que lo contiene y lo sustenta».  Por lo tanto, considera al decrecimiento y a la economía del estado estacionario como conceptos que pueden ser complementarios (Kerschner, 2008, p. 15).

## Soluciones de la economía del estado estacionario
Daly propone una división de la economía en dos rubros (Daly, 1992):
- Reserva de personas y artefactos, que debe ser maximizado.
- Flujo material y energético, que sirve para mantener la reserva y debe ser minimizado.

Christian Kerschner ve la propuesta de "erres" de Latouche (revaluar, reestructurar, redistribuir, reducir, reutilizar y reciclar) conceptualmente vinculada a la visión de Daly.
Daly propone que si tales instituciones se desean implementar, tienen que ir de la mano de un "crecimiento moral" ya que se correría el riesgo, al igual que la propuesta del decrecimiento, de ser imposiciones de "arriba a abajo" (Daly, 1992).  Mientras tanto, Kerschner ve la oportunidad de un "crecimiento moral" efectivo en momentos de crisis importantes como el cénit del petróleo o la crisis alimentaria (Kerschner, 2008, p. 15).
Kerschner, a diferencia de Latouche, piensa que tanto el decrecimiento como la economía de estado estacionario son complementarios, puesto que el primero resulta atractivo para los movimientos de base y la segunda ofrece soluciones macroeconómicas prácticas. Argumenta que en la combinación de ambos se ofrecería una base teórica sensata a partir de los escritos de los economistas más destacados y sin eludir el problema demográfico (Kerschner, 2008, p. 15).

## Desacuerdos conceptuales e ideológicos
Ver también: Crecimiento económico
Existen varios desacuerdos conceptuales e ideológicos sobre la economía del estado estacionario en particular y el dilema del crecimiento en general. Los siguientes problemas se consideran a continuación: El papel de la tecnología; el desacoplamiento de recursos y el efecto de rebote; una economía de estado en declive; la posibilidad de tener capitalismo sin crecimiento; y la posibilidad de empujar algunos de los límites terrestres al espacio exterior. El enfoque de Herman Daly sobre estos temas se presenta a continuación.

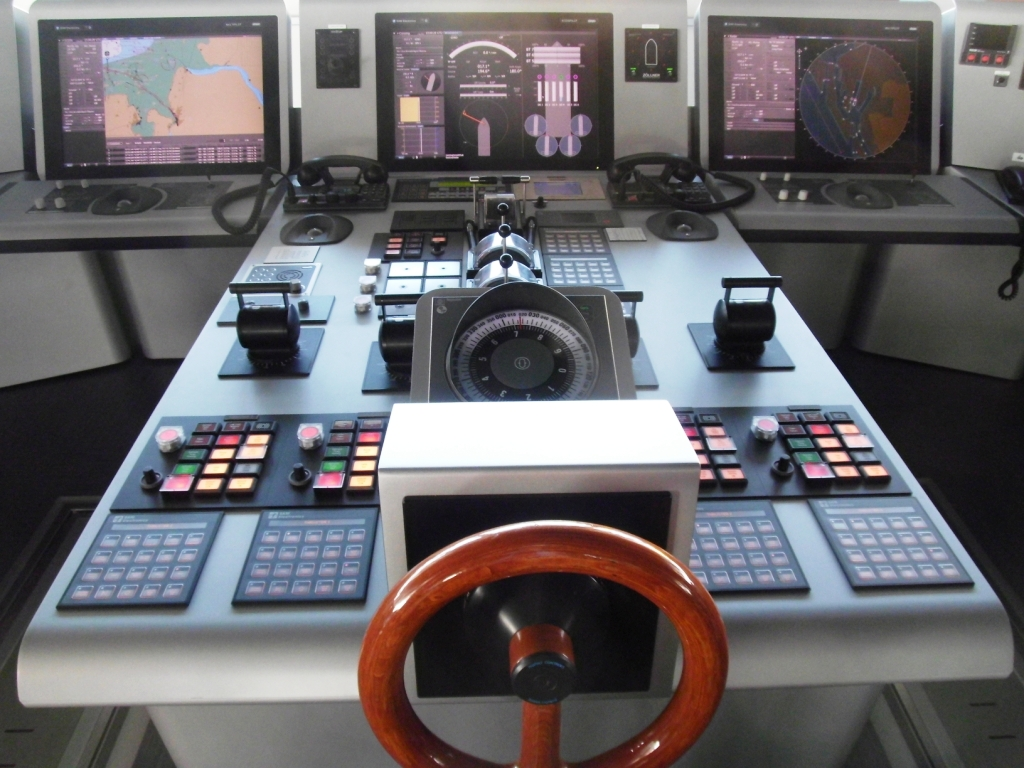
La tecnología generalmente depende del combustible o la electricidad para su funcionamiento

### Papel de la tecnología
Ver también: Productividad, Función de producción y Pesimismo
La tecnología generalmente se define como la aplicación del método científico en la producción de bienes o en otros logros sociales. Históricamente, la tecnología se ha desarrollado e implementado principalmente para mejorar la productividad laboral y aumentar los niveles de vida. En economía, actualmente existe un desacuerdo con respecto al rol de la tecnología cuando se considera su dependencia de los recursos naturales:
- En la economía neoclásica, por un lado, el papel de la "tecnología" generalmente se representa como otro factor de producción que contribuye al crecimiento económico, como la tierra, el trabajo y el capital. Sin embargo, en las funciones de producción neoclásicas, donde la producción de bienes  se relaciona con los insumos provistos por los factores de producción, no se menciona la contribución de los recursos naturales al proceso de producción. Por lo tanto, la "tecnología" se reifica como un dispositivo independiente y autónomo, capaz de contribuir a la producción sin recibir previamente ningún insumo de recursos naturales. Esta representación de la 'tecnología' también prevalece en los libros de texto de economía convencional sobre el tema.[56][57]
- En economía ecológica, por otro lado, la "tecnología" se representa como la forma en que los recursos naturales se transforman en el proceso de producción.[26] Por lo tanto, Herman Daly argumenta que el papel de la tecnología en la economía no puede conceptualizarse adecuadamente sin tomar tener en cuenta el flujo de recursos naturales necesarios para soportar la tecnología en sí: un motor de combustión interna funciona con combustibles; la maquinaria y dispositivos eléctricos funcionan con electricidad; todo el equipo de capital está hecho de recursos materiales. En términos físicos, cualquier tecnología -por muy útil que sea- funciona en gran medida como un medio para transformar recursos naturales valiosos en bienes materiales que finalmente terminan como desechos y contaminación sin valor, aumentando así la entropía -o desorden- del mundo en su conjunto. Esta visión del papel de la tecnología en la economía se ha denominado "pesimismo de la entropía".[49]

Desde el punto de vista ecológico, se ha sugerido que el desacuerdo se reduce a una cuestión de enseñar física elemental a los economistas neoclásicos no iniciados y otros optimistas tecnológicos. Desde el punto de vista neoclásico, el principal teórico del crecimiento y ganador del Premio Nobel, Robert Solow, ha defendido su postura tan criticada al responder en 1997 que la "física elemental" no ha impedido por sí misma el crecimiento industrializado de los países hasta el momento.

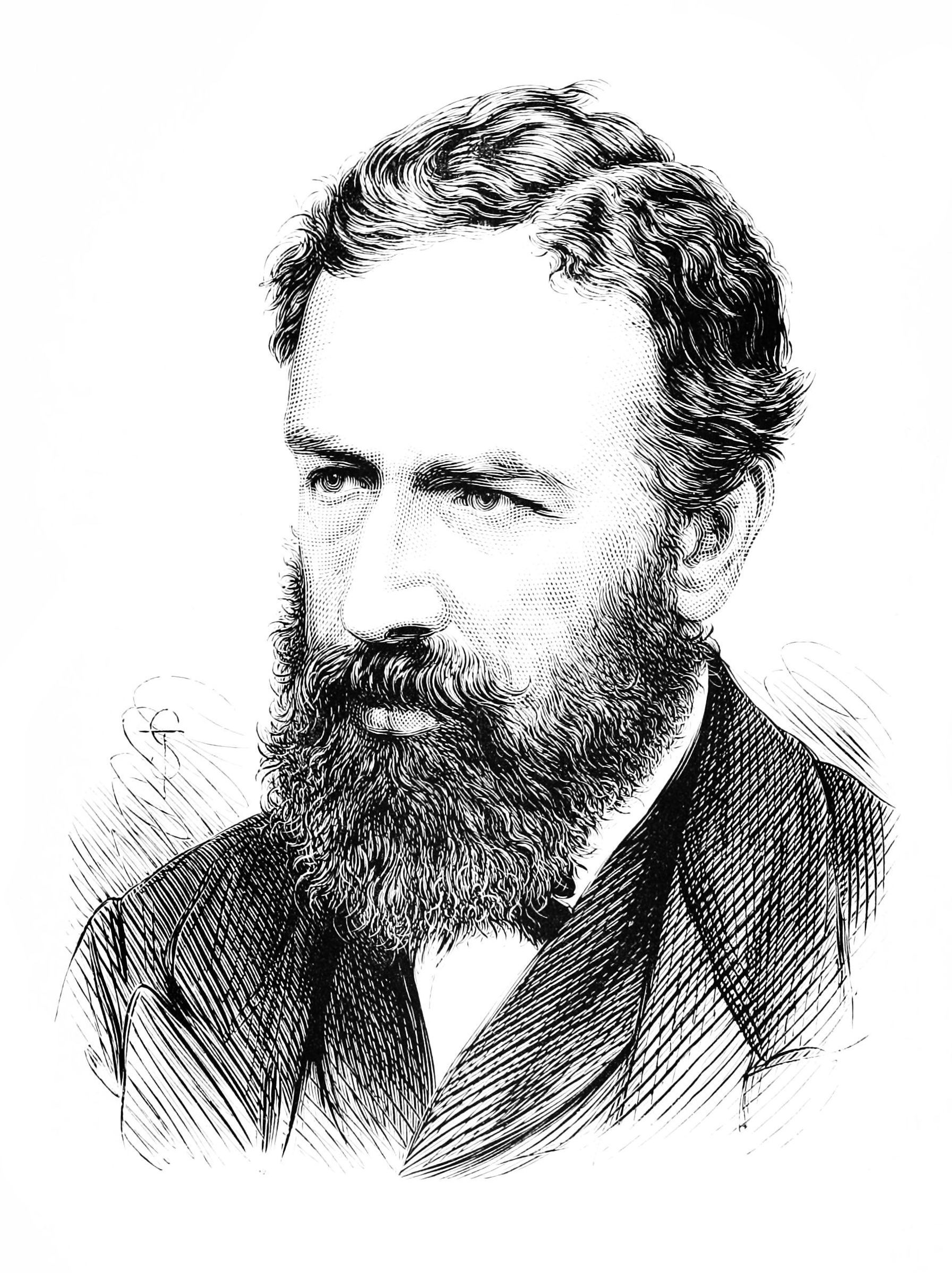
William Stanley Jevons analizó el efecto del aumento de la eficiencia energética

### Desacoplamiento de recursos y el efecto de rebote
Ver también: Sostenibilidad y Paradoja de Jevons
El desacoplamiento de recursos ocurre cuando la actividad económica se vuelve menos intensiva ecológicamente: se necesita una entrada decreciente de recursos naturales para producir una unidad de producto en promedio, medida por la relación entre el consumo total de recursos naturales y el producto interno bruto (PIB). El desacoplamiento relativo de los recursos ocurre cuando el consumo de recursos naturales disminuye en una suposición ceteris paribus, es decir, que todas las demás cosas son iguales. La disociación absoluta de los recursos se produce cuando el consumo de recursos naturales disminuye, incluso mientras el PIB está creciendo.
En la historia del pensamiento económico, William Stanley Jevons fue el primer economista de cierta posición en analizar la ocurrencia de desacoplamiento de recursos, aunque no utilizó este término. En su libro de 1865 sobre The Coal Question, Jevons argumentó que un aumento en la eficiencia energética por sí mismo conduciría a más, no menos, consumo de energía: debido al efecto ingreso de los gastos de energía reducidos, las personas estarían mejor y consumirían incluso más energía, superando la ganancia inicial en eficiencia. Este mecanismo se conoce hoy como la paradoja de Jevons o el efecto de rebote. El análisis de Jevons de esta aparente paradoja formó parte de su preocupación general de que la supremacía industrial de Gran Bretaña en el siglo XIX pronto retrocedería por el inevitable agotamiento de las minas de carbón del país, con lo que el equilibrio geopolítico de poder se inclinaría a favor de países en el extranjero que poseyeran más abundantes minas.
En 2009, se publicaron dos estudios separados que abordaron, entre otras cosas, los problemas del desacoplamiento de recursos y el efecto de rebote: el científico y político alemán Ernst Ulrich von Weizsäcker publicó Factor Cinco: Transformando la economía global a través del 80% de mejoras en la productividad de los recursos, con un equipo de investigadores de The Natural Edge Project. El economista ecológico británico Tim Jackson publicó Prosperity Without Growth, basado en un informe anterior escrito por él para la Comisión de Desarrollo Sostenible del Reino Unido.
- Ernst Ulrich von Weizsäcker sostiene que una nueva ola económica de innovación e inversión -basada en el aumento de la productividad de los recursos, la energía renovable, la ecología industrial y otras tecnologías ecológicas- pronto dará inicio al ciclo 'Green Kondratiev', que lleva el nombre del economista ruso Nikolai Kondratiev. Se espera que este nuevo ciclo a largo plazo produzca hasta un 80 por ciento de aumento en la productividad de los recursos, o lo que equivale a una mejora del "Factor Cinco" del ingreso bruto por relación de producción en la economía, y reducir el impacto ambiental en consecuencia, según promete von Weizsäcker. Con respecto al efecto de rebote adverso, von Weizsäcker señala que "... los esfuerzos para mejorar la eficiencia han estado cargados con niveles globales de consumo cada vez mayores".  Como remedios, von Weizsäcker recomienda tres enfoques diferentes: Reciclaje e imposición de restricciones en el uso de materiales; establecer fondos de capital provenientes de recursos naturales para reinversiones a fin de compensar el futuro colapso causado por el agotamiento; y finalmente, gravar el consumo de recursos para equilibrarlo con los suministros disponibles.
- Tim Jackson señala que según la evidencia empírica, la economía mundial ha experimentado cierto desacoplamiento relativo de recursos: en el período de 1970 a 2009, la "intensidad energética" -esto es, el contenido energético incorporado en el PIB mundial- disminuyó en un 33 por ciento;  pero como la economía mundial también siguió creciendo, las emisiones de dióxido de carbono de los combustibles fósiles aumentaron en un 80% durante el mismo período de tiempo. Por lo tanto, no se materializó ningún desacoplamiento absoluto de recursos energéticos. En cuanto a los recursos metálicos clave, el desarrollo fue aún peor en el hecho de que ni siquiera el desacoplamiento relativo de recursos se ha materializado en el período de 1990 a 2007: la extracción de mineral de hierro, bauxita, cobre y níquel estaba aumentando más rápido que el PIB mundial en el sentido de que "recurso la eficiencia está yendo en la dirección equivocada", principalmente debido a que las economías emergentes -en particular China- están construyendo su infraestructura. Jackson concluye su encuesta señalando que el 'dilema del crecimiento' es evidente cuando cualquier recurso eficiente se escurre de la economía tarde o temprano será impulsada nuevamente por un PIB creciente. Jackson advierte además que "las suposiciones simplistas de que la propensión del capitalismo a la eficiencia estabilizará el clima y resolverá el problema de la escasez de recursos están literalmente en bancarrota".

Herman Daly ha argumentado que la mejor manera de aumentar la eficiencia de los recursos naturales (desacoplarse) y prevenir la ocurrencia de cualquier efecto de rebote es imponer restricciones cuantitativas sobre el uso de recursos mediante el establecimiento de un sistema de cuotas administrado por una agencia gubernamental. Daly cree que este sistema presenta una triple ventaja: 
- Los límites absolutos y permanentes se establecen en la tasa de extracción, el uso y la contaminación con los recursos que fluyen a través de la economía; a diferencia de los impuestos que simplemente alteran la estructura de precios vigente sin detener el crecimiento; y en oposición a los estándares y control de contaminación que son costosos y difíciles de promulgar y hacer cumplir.
- Los mayores precios de los recursos derivados de las restricciones (precios de los contingentes más costos de extracción regulares) inducen más esfuerzos de eficiencia y reciclaje.
- No pueden aparecer efectos de rebote, ya que cualquier exceso de demanda temporal solo dará como resultado inflación o escasez, o ambas cosas, y no aumentará la oferta, que se mantendrá constante y limitada de manera permanente.

A pesar de todos sus méritos, Daly mismo señala a la existencia de limitaciones físicas, tecnológicas y prácticas a la cantidad de eficiencia y reciclaje que puede lograrse con este sistema propuesto. La idea del desacoplamiento absoluto que libera a la economía como un todo de cualquier dependencia de los recursos naturales es ridiculizada polémicamente por Daly como 'PIB angelizante': Funcionaría solo si ascendiéramos para convertirnos en ángeles nosotros mismos.

### Economía de estado decreciente

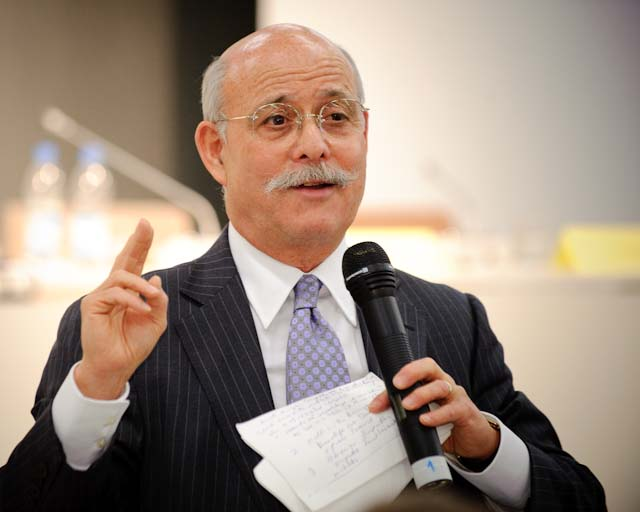
Jeremy Rifkin, 2009.

No debe confundirse con la recesión.
Ver también: Nicholas Georgescu-Roegen y el anarco-primitivismo
Más información: Decrecimiento

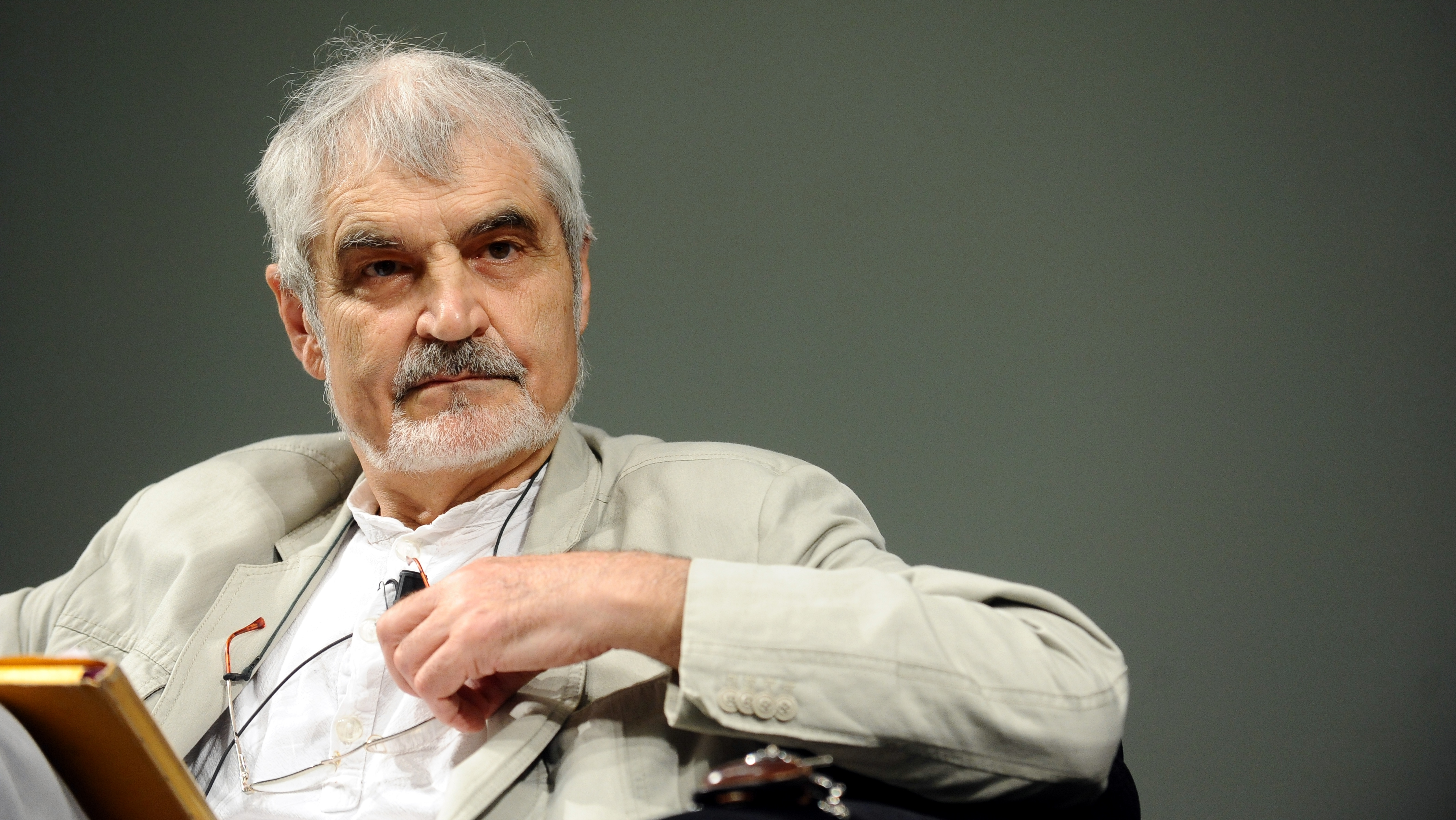
Serge Latouche - Festival Economía 2012

Una economía de estado decreciente es una economía compuesta por un stock decreciente de riqueza física (capital) o un tamaño de población en declive, o ambos. Una economía de estado decreciente no debe confundirse con una recesión: mientras que una economía de estado decreciente se establece como el resultado de una acción política deliberada, una recesión es el fracaso inesperado e inoportuno de una economía en crecimiento o constante.
Los defensores de una economía de estado decreciente en general creen que una economía del estado estacionario no es de gran alcance para el futuro de la humanidad. Algunos defensores incluso pueden rechazar la civilización moderna como tal, parcial o completamente, por lo que el concepto de economía de un estado decreciente comienza a rayar en la ideología del anarco-primitivismo, en el catastrofismo ecológico radical o en algunas variantes de la supervivencia.

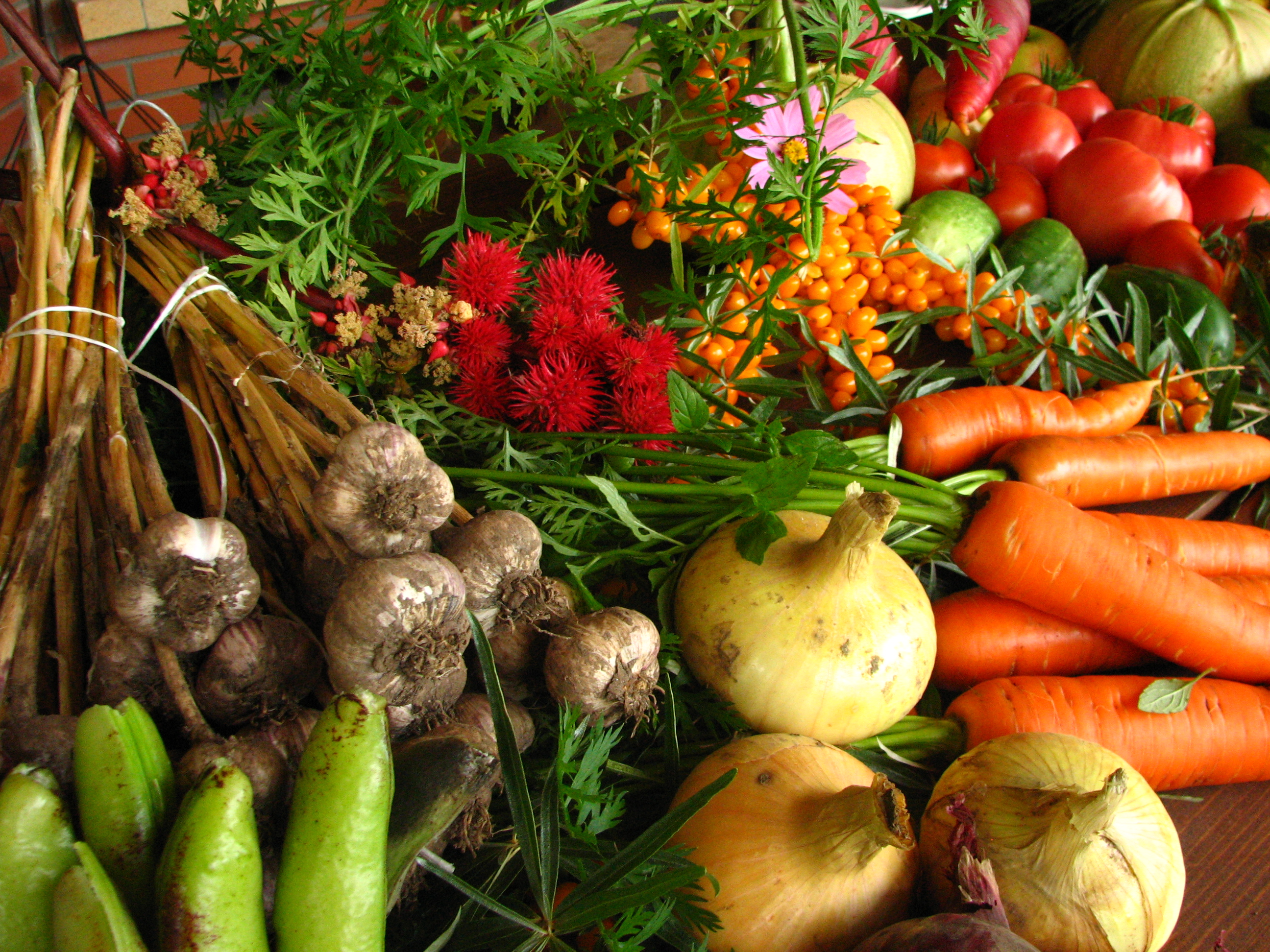
Vegetales y ornamentales provenientes de la agricultura sostenible

El economista rumano-estadounidense Nicholas Georgescu-Roegen fue el maestro y mentor de Herman Daly y actualmente se considera la principal figura intelectual que influye en el movimiento del decrecimiento que se formó en Francia e Italia a principios de la década de 2000. En su magna obra paradigmática sobre La ley de la entropía y el proceso económico, Georgescu-Roegen sostiene que la capacidad de carga de la Tierra -esto es, la capacidad de la Tierra para sustentar poblaciones humanas y niveles de consumo- disminuirá en algún momento en el futuro por el stock finito de los recursos minerales que se está extrayendo y poniendo en uso actualmente; y, en consecuencia, que la economía mundial en su conjunto se dirige hacia un inevitable colapso futuro. En efecto, Georgescu-Roegen señala que los argumentos presentados por Herman Daly en apoyo de su economía del estado estacionario se aplican con mayor fuerza aún en apoyo de una economía de estado decreciente: cuando el propósito general es racionar y estirar el uso de recursos minerales para el mayor tiempo posible en el futuro, el crecimiento económico cero es más deseable que el crecimiento, es cierto; ¡pero el crecimiento negativo es mejor aún! En lugar de la economía de estado estacionario de Daly, Georgescu-Roegen propuso su propio "programa bioeconómico mínimo", con restricciones aún más severas que las propuestas por su antiguo alumno Daly (ver arriba).

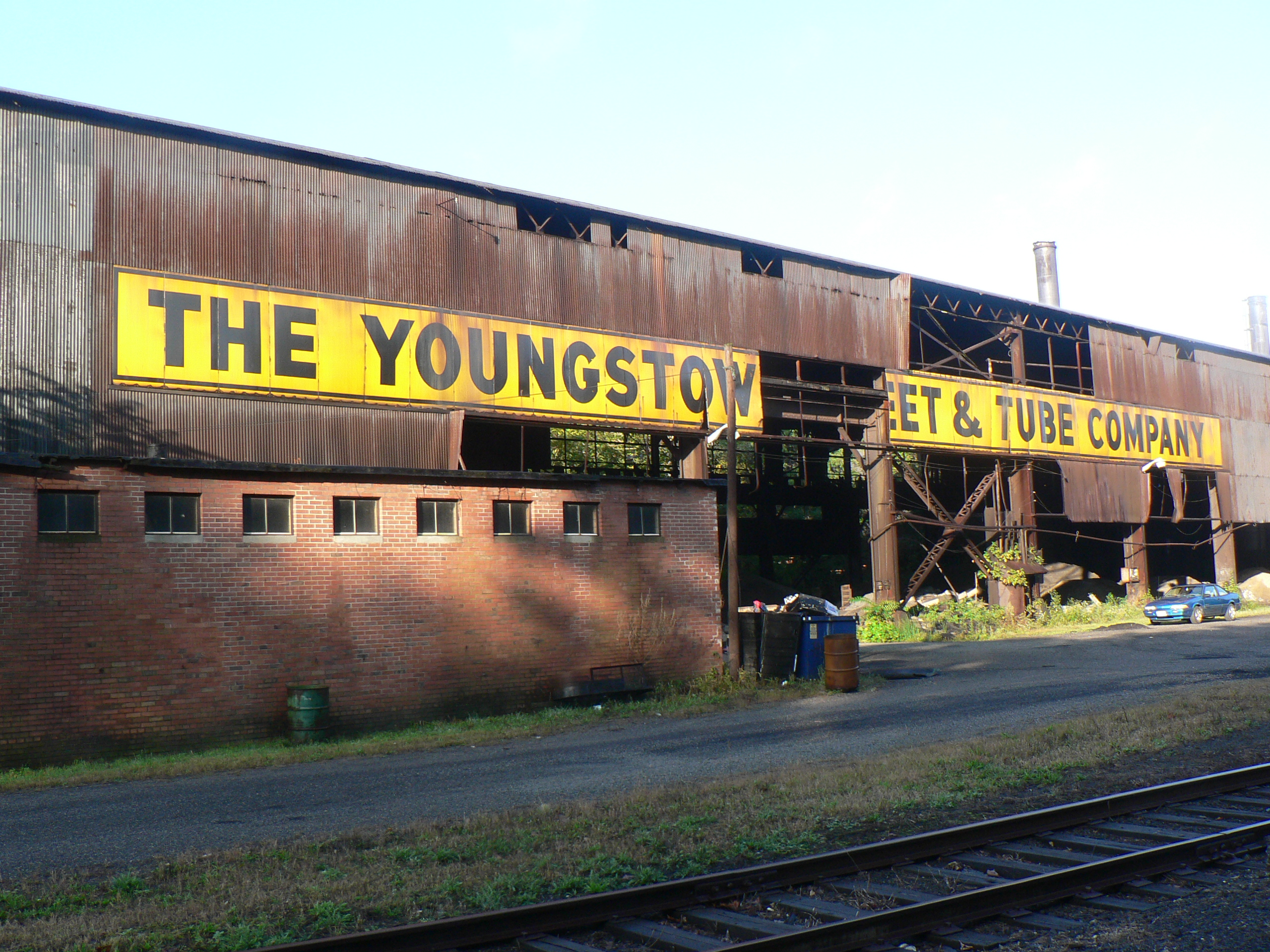
Youngstown Sheet&Tube. Un ejemplo de fábrica abandonada por la desindustrialización

El economista y asesor político estadounidense Jeremy Rifkin, el campeón francés del movimiento del decrecimiento Serge Latouche y el teórico del decrecimiento austriaco Christian Kerschner, que siguen el ejemplo de Georgescu-Roegen, han defendido las estrategias del Estado decreciente, con diversos argumentos:
- En su libro de 1980, Entropy: A New World View, Jeremy Rifkin sostiene que el agotamiento inminente de los recursos minerales de la Tierra marcará el declive de la era industrial, seguido por el advenimiento de una nueva era solar, basada en la energía solar renovable. Debido a la propiedad difusa y de baja intensidad de la radiación solar, esta fuente de energía es incapaz de sostener el industrialismo, ya sea capitalista o socialista. En consecuencia, Rifkin defiende una futura economía solar anarco-primitivista, o lo que él llama una "sociedad entrópica", basada en el anticonsumo, la desindustrialización, la contraurbanización, la agricultura orgánica y las restricciones prudenciales en los partos. Rifkin advierte que la transición a la edad solar probablemente se convierta en una fase problemática en la historia de la humanidad, ya que la economía mundial actual depende tanto de los recursos minerales no renovables.[63] Posteriormente en su libro de 2010 La Tercera Revolución Industrial sostiene que la tecnología de comunicación por Internet está convergiendo con las energías renovables dando lugar a la Tercera Revolución Industrial. La creación de un régimen de energías renovables, abastecido por los edificios, distribuido mediante una internet energética (una red inteligente) y conectado a un transporte enchufable y de emisión-zero, abre la puerta a la Tercera Revolución Industrial. El sistema entero es interactivo, integrado y sin interrupciones. Esta interconesionabilidad crea nuevas oportunidades para relaciones industriales cruzadas. La Tercera Revolución Industrial trae con ella una nueva era de "capitalismo distribuido" en la que millones de negocios existentes nuevos se convierten en actores energéticos. En el proceso, en que se crearán millones de trabajos verdes, se salta al inicio de una nueva revolución tecnológica con un incremento de la productividad, y sirve para mitigar el cambio climático.[64]

- En su manifiesto de 2007,  Adiós al crecimiento, Serge Latouche desarrolla la estrategia del llamado «ecomunicipalismo» para iniciar un «ciclo virtuoso de contracción silenciosa» o el decrecimiento de la actividad económica a nivel local de la sociedad: los patrones de consumo y la adicción al trabajo deberían ser reducidos; los sistemas de imposición equitativa y los permisos de consumo deberían redistribuir los beneficios de la actividad económica dentro de los países y entre ellos. Deben reducirse la obsolescencia y el desperdicio, con productos diseñados para facilitar el reciclaje. Esta estrategia ascendente se opone al consumo excesivo en los países ricos, así como en los países emergentes y pobres para aspirar al consumo excesivo de los ricos. En cambio, el propósito del decrecimiento es establecer una sociedad convivencial y sostenible donde la gente pueda vivir mejor mientras trabaja y consume menos. Latouche advierte además que "la propia supervivencia de la humanidad ... significa que las preocupaciones ecológicas deben ser una parte central de nuestra preocupación social, política, cultural y espiritual con la vida humana ".[65]
- En su artículo de 2010, sobre el Desapalancamiento económico frente a la economía del estado estacionario, Christian Kerschner ha integrado la estrategia del estado decreciente, con el concepto de la economía del estado estacionario de Herman Daly en el sentido de que el decrecimiento debería considerarse un camino tomado por los países industrializados ricos que conducen hacia una economía del estado estacionario globalmente equitativa. Este camino ultra-igualitario hará que los países más pobres tengan un espacio ecológico para ponerse al día y combinarse en un estado estacionario final, mantenido a un nivel de actividad intermedio y "óptimo" acordado internacionalmente durante un período de tiempo, aunque no para siempre. Kerschner admite que este objetivo de un estado estacionario mundial puede seguir siendo inalcanzable en el futuro previsible, pero tales objetivos aparentemente inalcanzables podrían estimular visiones sobre cómo abordarlos mejor.[66]

Herman Daly, por su parte, no se opone al concepto de economía de un estado decreciente; pero señala que la economía del estado estacionario debería servir como un primer paso preliminar en un camino en declive, una vez que los niveles óptimos de población y capital se hayan definido correctamente. Sin embargo, este primer paso es importante:
"La primera cuestión sirve para detener el impulso de crecimiento y para aprender a ejecutar una economía estable en condiciones iniciales históricamente dadas. ... Pero no podemos entrar en decrecimiento sin antes detenernos. El primer paso es lograr una economía del estado estacionario a niveles existentes o cercanos. El segundo paso es decidir si el nivel óptimo es mayor o menor que los niveles actuales. ... Mi propio juicio sobre estos temas me llevó a pensar que hemos excedido el óptimo ".
Daly reconoce que es "difícil, probablemente imposible" definir tales niveles óptimos; aún más, en su análisis final Daly está de acuerdo con su maestro y mentor Georgescu-Roegen que ningún óptimo definido podrá durar para siempre ( ver arriba).

### Capitalismo sin crecimiento
Ver también: Capitalismo, Crítica del capitalismo, Sostenibilidad
Varios críticos radicales del capitalismo han cuestionado la posibilidad de imponer un sistema de estado estacionario o de decrecimiento como una superestructura sobre el capitalismo. En conjunto, estas críticas apuntan a la siguiente dinámica de crecimiento inherente al capitalismo:
- En el capitalismo, la actividad económica generalmente se guía por el afán de lucro, un espíritu de trabajo competitivo y el deseo de acumular capital y riqueza por sí mismo para satisfacer la ambición personal, proporcionar prestigio social o simplemente hacerse rico rápidamente. Psicológicamente, estos impulsos en la esfera laboral reprimen y distorsionan la homeostasis biológica y social en la mayoría de las personas.
- En el capitalismo, los empleos y los ingresos dependen directamente de los ingresos de ventas, es decir, de las personas que gastan dinero en el consumo de bienes y servicios a la venta en el mercado. Esta dependencia crea un incentivo pecuniario para aumentar las ventas tanto como sea posible. Con este fin, se diseña una gran cantidad de publicidad astuta para manipular los deseos humanos y apuntalar los patrones de consumo, lo que a menudo resulta en un consumismo fastuoso y derrochador.
- En el capitalismo, el sistema financiero se basa en la banca de reserva fraccional, lo que permite que los bancos comerciales mantengan reservas en cantidades que son menores que sus pasivos por depósitos. Esta creación de crédito está multiplicando la base monetaria suministrada por el banco central para ayudar a las empresas privadas a expandir sus actividades.
- En el capitalismo, el desarrollo tecnológico exhibe un fuerte sesgo de ahorro de mano de obra, creando la necesidad de proporcionar nuevos empleos en otras partes de la economía para los trabajadores desplazados por la introducción de nueva tecnología.
- En el capitalismo, las corporaciones privadas generalmente se resisten a las regulaciones y restricciones gubernamentales que impiden las ganancias y disuaden las oportunidades de inversión. Los intentos de reducir la escala de la economía rápidamente degenerarían en crisis económica e inestabilidad política solo por este motivo.
- En el capitalismo, los gobiernos necesitan ingresos fiscales para cumplir con sus obligaciones de deuda, administrar sus instituciones y financiar sus programas de bienestar en beneficio del público. Los ingresos fiscales se recaudan de la actividad económica general.
- En la economía mundial capitalista, la globalización intensifica la competencia en todas partes, tanto dentro como entre los países. Los gobiernos nacionales se ven obligados a competir y luchar entre sí para proporcionar empleo, inversiones, ingresos fiscales y riqueza para sus propias poblaciones.

- En resumen: las dinámicas de crecimiento sistémicas y ecológicamente nocivas del capitalismo moderno no tienen fin, según afirman los críticos radicales.
Plenamente consciente de la dinámica de crecimiento masivo del capitalismo, Herman Daly por su parte plantea la pregunta retórica de si su concepto de una economía del estado estacionario es esencialmente capitalista o socialista y proporciona la siguiente respuesta (escrita en 1980):
"El debate sobre el crecimiento versus el estado estacionario realmente cruza la vieja brecha izquierda-derecha, y debemos resistir cualquier intento de identificar el crecimiento o el estado estacionario con la izquierda o la derecha, por dos razones. Primero, impondrá una distorsión lógica sobre el problema. En segundo lugar, oscurecerá la aparición de una tercera vía, que podría formar una síntesis futura del socialismo y el capitalismo en una economía de estado estacionario y, finalmente, en una sociedad plenamente justa y sostenible."
Daly concluye invitando a todas las personas -tanto partidarios liberales como críticos radicales del capitalismo- a unirse a él en su esfuerzo por desarrollar una economía del estado estacionario. 

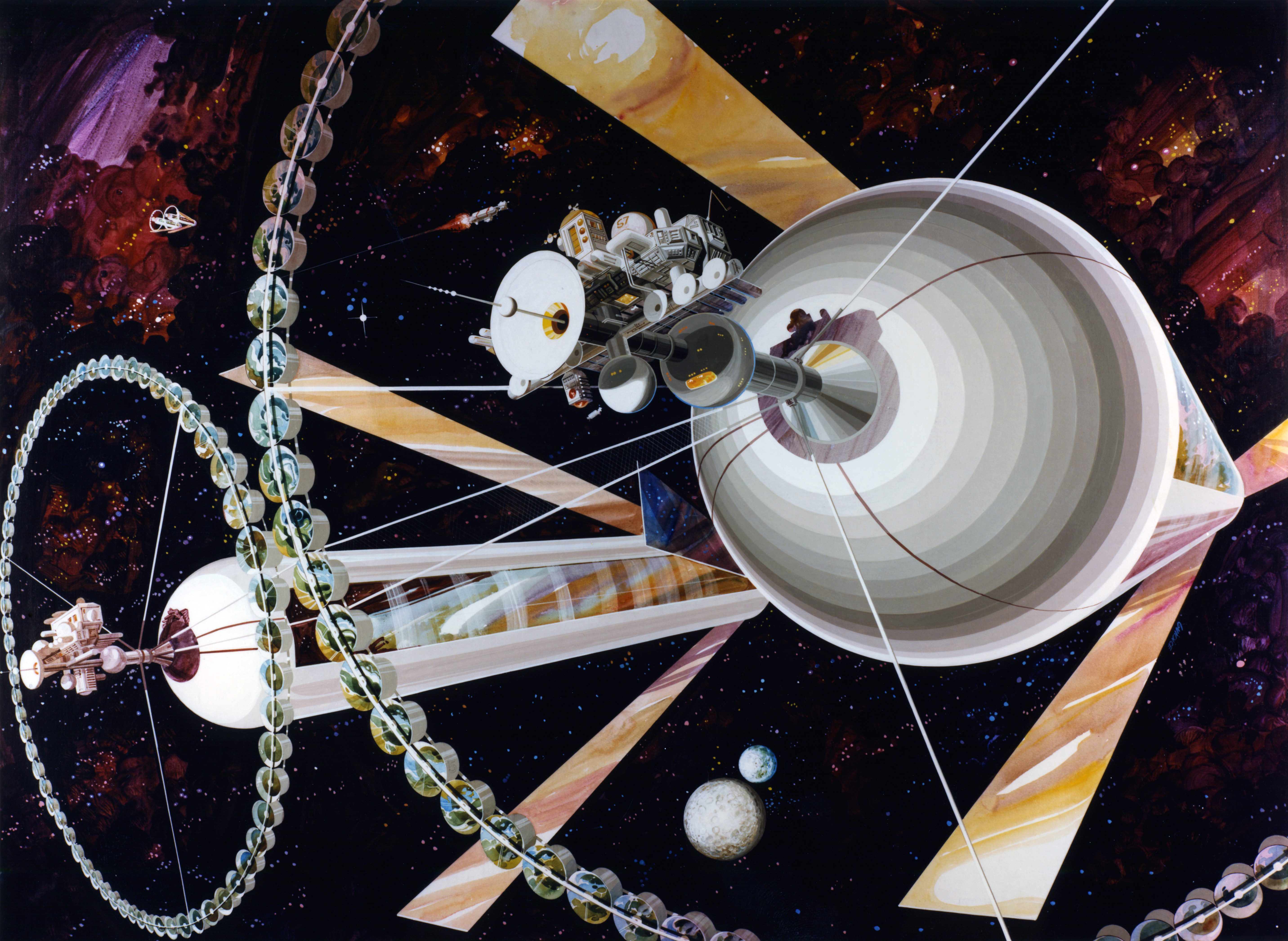
Spacecolony1. O'Neill quería que los colonos se instalaran en cilindros especialmente diseñados en el espacio exterior

### De los límites terrestres hacia el espacio ultraterrestre
Artículo principal: Minería de asteroides
Ver también: Colonización del espacio
Desde el comienzo de la era espacial moderna en la década de 1950, los defensores del espacio han desarrollado planes para colonizar el espacio con el fin de contrarrestar la sobrepoblación humana y mitigar las presiones ecológicas en la tierra (si no por otras razones).

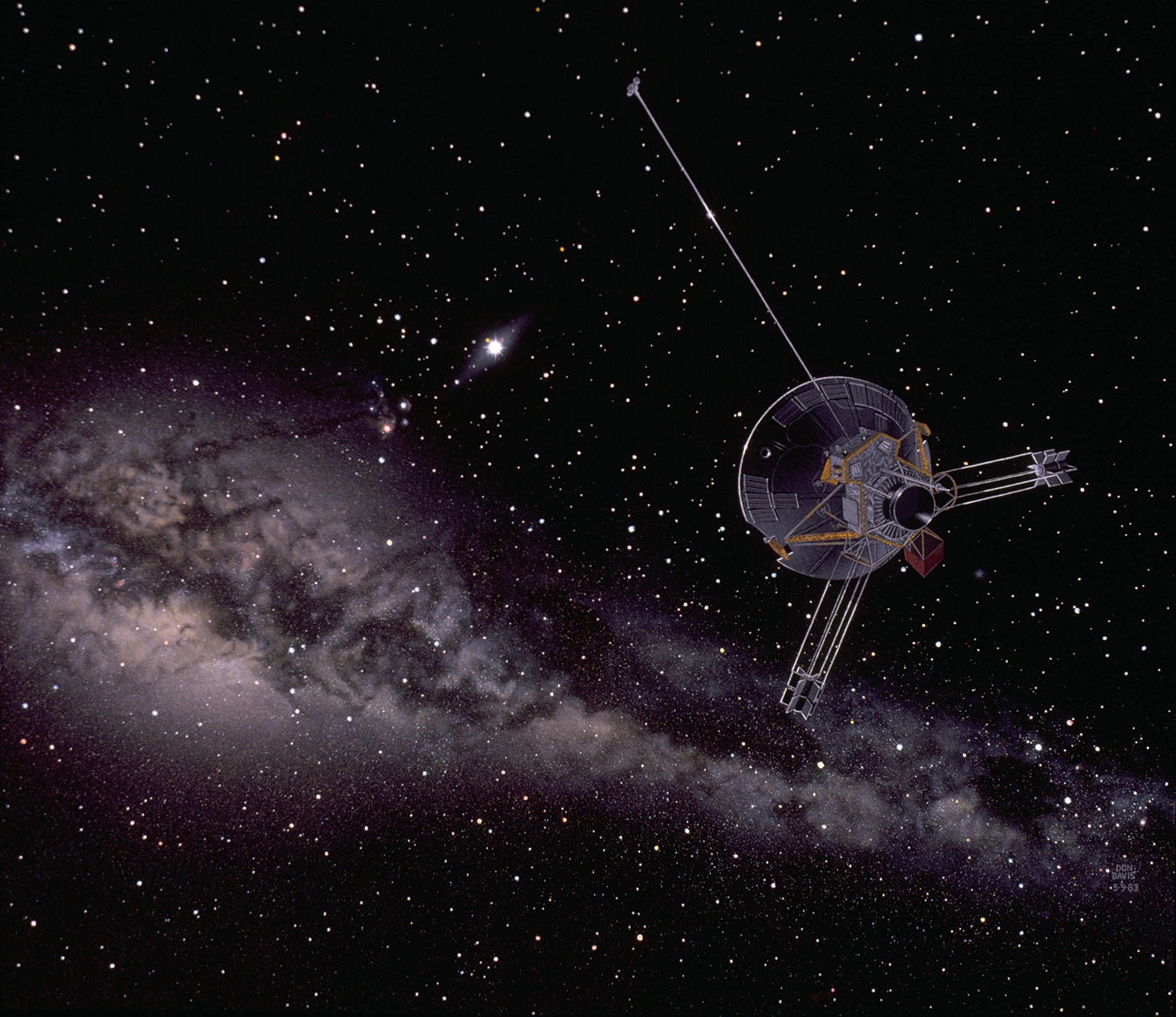
Las escalas astronómicamente largas y las escalas de tiempo están siempre presentes en el espacio

En la década de 1970, el físico y activista espacial Gerard K. O'Neill desarrolló un gran plan para construir asentamientos humanos en el espacio exterior para resolver los problemas de superpoblación y los límites al crecimiento en la tierra sin recurrir a la represión política. De acuerdo con la visión de O'Neill, la humanidad podría, y de hecho debería, expandirse en esta frontera artificial a muchas veces la población mundial actual y generar grandes cantidades de nueva riqueza en el espacio. Herman Daly respondió a la visión de O'Neill argumentando que una colonia espacial estaría sujeta a límites mucho más duros para el crecimiento -y, por lo tanto, tendría que ser asegurada y administrada con mucho más cuidado y disciplina- que una economía del estado estacionario en la Tierra. Aunque el número de colonias individuales supuestamente podría aumentar sin fin, las condiciones de vida en cualquier colonia en particular quedarían muy restringidas. Por lo tanto, Daly concluyó: "La supuesta imposibilidad de un estado estacionario en la tierra proporciona una plataforma de lanzamiento intelectual pobre para las colonias espaciales".
En la década de 2010, la antigua visión de O'Neill de la colonización espacial se ha visto trastornada en muchos lugares: en lugar de enviar a los colonos de la tierra a vivir en asentamientos espaciales remotos, algunos defensores del espacio ecologistas conjeturan que los recursos podrían extraerse de los asteroides en el espacio y ser transportados de vuelta a la tierra para su uso aquí. Esta nueva visión tiene la doble ventaja de (en parte) mitigar las presiones ecológicas en las reservas minerales limitadas de la Tierra al tiempo que impulsa la exploración y la colonización del espacio. La construcción de la infraestructura industrial en el espacio sería necesaria para ese propósito, así como el establecimiento de una cadena de suministro completa hasta el nivel de autosuficiencia y más allá, eventualmente convertirse en una fuente de riqueza extraterrestre permanente para proporcionar un adecuado retorno de la inversión para las partes interesadas. En el futuro, tal 'exoeconomía' (economía fuera del planeta) podría incluso servir como el primer paso hacia la ascensión cósmica de la humanidad a una civilización de 'Tipo II' en la escala hipotética de Kardashov, en caso de que tal ascensión alguna vez sea lograda.
Sin embargo, aún no está claro si una economía fuera del planeta del tipo especificado alguna vez se desarrollará para alcanzar su estado final de permanencia, es decir, para obtener tanto el volumen como la mezcla de salida adecuada necesaria a su debido tiempo para compensar por la disminución de las reservas terrestres. Los escépticos señalan los exorbitantes costos de lanzamiento de tierra a órbita de cualquier misión espacial, la identificación inexacta de los asteroides objetivo adecuados para la minería y las dificultades remotas in situ de extracción de mineral como barreras obvias para el éxito: Invertir muchos recursos terrestres para recuperar solo una pocos recursos del espacio a cambio no valen la pena en ningún caso, independientemente de las escaseces, las tecnologías y otros parámetros de la misión implicados en la empresa. Además, incluso si una economía fuera del planeta pudiera de alguna manera establecerse en algún momento futuro, una situación a largo plazo sería muy importante en cuanto a la continua extracción y transporte de volúmenes masivos de materiales desde el espacio de regreso a la tierra: para mantener ese volumen fluyendo de manera estable y permanente frente a las distancias astronómicamente largas y escalas de tiempo siempre presentes en el espacio. En el peor de los casos, todos estos obstáculos podrían prevenir para siempre cualquier empuje sustancial de los límites al espacio exterior, y los límites al crecimiento en la tierra seguirán siendo los únicos límites de preocupación durante todo el lapso de existencia de la humanidad.